# أندرو كلاين
أندرو كلاين (بالإنجليزية: Andrew Kline)‏ هو لاعب كرة قدم أمريكية أمريكي، ولد في 5 أكتوبر 1976 في لوس أنجلوس في الولايات المتحدة.